# Johann Jacob von Uckermann
Johann Jacob Uckermann (II), ab 1769 von Uckermann und ab 1770 Freiherr von Uckermann (* 1718 in Wanfried; † 1781 in Hannover), war Kaufmann, Geheimer Kriegsrat, zuletzt Geheimer Rat und Generalpostintendant sowie Besitzer des Schlosses Bendeleben in Thüringen und des Schlosses Weesenstein in Sachsen.

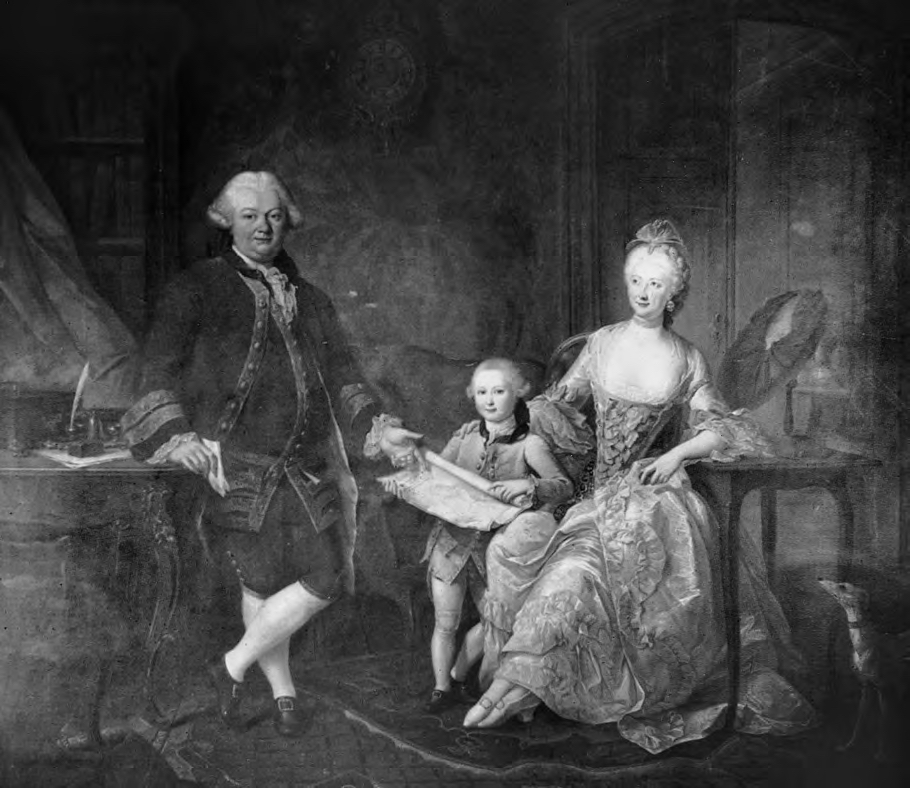
Johann Jacob Uckermann mit Frau und Sohn, um 1770 (Historische Fotografie eines nur teilweise erhaltenen Gemäldes)

## Leben
Sein Vater Johann Jacob Uckermann (I, 1682–1749) war Kaufmann und mehrfach Bürgermeister von Wanfried. Der Sohn war ebenfalls als Kaufmann erfolgreich und Bürgermeister von Wanfried. Im Siebenjährigen Krieg machte er als Heereslieferant enorme Profite, so dass er dem Landgrafen Friedrich II. von Hessen-Kassel ein Darlehen in Höhe von 40.000 Reichstalern gewähren konnte. In der Folge wurde er 1763 zum Kommerzienrat ernannt und im selben Jahr als Generalpostintendant Leiter des hessischen Postwesens, das er weiter ausbaute. 1766 wurde er Geheimer Kriegsrat, 1769 geadelt und 1770 in den Reichsfreiherrenstand erhoben.
In den 1770er Jahren sank sein Stern; er geriet in geschäftliche Turbulenzen, insbesondere durch den Bankrott der Handelskompanie Carlshafen, an der er maßgeblich beteiligt war, in die er aber auch Gelder des Fürsten von Schwarzburg-Sondershausen investiert hatte. Dadurch verlor er das Vertrauen des Landgrafen von Hessen-Kassel und des Fürsten von Schwarzburg-Sondershausen und zog sich zunehmend auf sein Gut Bendeleben zurück. Er starb 1781 auf einer Geschäftsreise in Hannover.

## Landbesitz
Uckermann erwarb seinem Reichtum und später seinem adligen Stand entsprechende Rittergüter, zunächst 1762 das Gut Bendeleben in der Nähe von Sondershausen, dessen Gebäudebestand er unter anderem durch den Bau eines neuen Herrenhauses (des heutigen „Alten Schlosses“) erneuerte, dann 1772 die Rittergüter Weesenstein und Meusegast bei Dresden. Das Schloss Weesenstein ließ er ebenfalls ausbauen und neu ausstatten.

## Familie
Uckermann heiratete 1761 in zweiter Ehe Johanna Christiane Meyer (1742–1827), die Tochter eines wohlhabenden Ölmühlenbesitzers und Bürgermeister von Nordhausen. Mit ihr hatte er einen Sohn, der ebenfalls den Namen Johann Jacob von Uckermann (III) trug.